# Ungarische Basketballnationalmannschaft
Die ungarische Basketballnationalmannschaft repräsentiert Ungarn bei Basketball-Länderspielen der Herren, etwa bei internationalen Turnieren und bei Freundschaftsspielen.
Das Team nahm bislang viermal an Olympischen Spielen und 14-mal an Europameisterschaften teil. Eine Teilnahme an einer Weltmeisterschaft gelang noch nicht.

## Geschichte
Die Nationalmannschaft Ungarns trat im Jahre 1935 der FIBA bei. Im selben Jahr nahm das Team direkt an der ersten Europameisterschaft für Basketballnationalmannschaften in der Schweiz teil und wurde dort Neunter. In der Folge etablierten sich die Ungarn unter Europas Elite und nahm insgesamt viermal an Olympischen Spielen teil.

### Europameister 1955
Nachdem man 1953 bereits hinter der UdSSR Vizeeuropameister wurde krönten sich die Ungarn bei ihrer Heim-EM 1955 zum Europameister. Neun der insgesamt zehn Spiele konnte das Team für sich entscheiden, darunter auch das entscheidende 82:68 gegen die favorisierte Auswahl der UdSSR.

#### Kader bei der Heim-EM 1955
János Greminger, Tibor Mezőfi, László Tóth, Tibor Zsíros, László Bánhegyi, János Hódy, László Hódy, Pál Bogár
Péter Papp, János Simon, Tibor Czinkán, Tibor Cselkó, János Dallos, János Bencze (Trainer: János Páder)
Nach diesem Triumph konnte die Mannschaft sich noch dreimal auf dem vierten Platz positionieren, bessere Ergebnisse gelangen nicht mehr. Die bisher letzte Teilnahme bei einer EM war im Jahre 1999, als die Ungarn 13. wurden.

## Abschneiden bei internationalen Wettbewerben
| - noch nie qualifiziert |  | - 1948 – 16. Platz - 1952 – 09. Platz - 1960 – 09. Platz - 1964 – 13. Platz |

### Europameisterschaften
| - 1935 – 09. Platz - 1939 – 07. Platz - 1946 – 03. Platz - 1947 – 07. Platz - 1953 – Vizeeuropameister - 1955 – Europameister - 1957 – 04. Platz - 1959 – 04. Platz | - 1961 – 06. Platz - 1963 – 04. Platz - 1965 – 15. Platz - 1967 – 13. Platz - 1969 – 08. Platz - 1999 – 13. Platz - 2017 – 16. Platz - 2022 – 23. Platz |